# 瑙吉豪拉斯

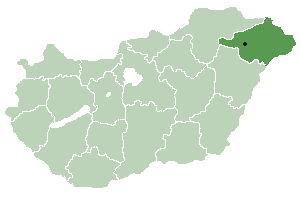

瑙吉豪拉斯是匈牙利的城鎮，位於該國東北部，由索博爾奇-索特馬爾-貝拉格州負責管轄，面積44.34平方公里，2011年人口5,586，其中約一半居民信奉基督教。